# Halichoeres vrolikii
Halichoeres vrolikii är en fiskart som först beskrevs av Bleeker, 1855.  Halichoeres vrolikii ingår i släktet Halichoeres och familjen läppfiskar. IUCN kategoriserar arten globalt som livskraftig. Inga underarter finns listade i Catalogue of Life.